# Japan op de Olympische Zomerspelen 2008
Japan nam deel aan de Olympische Zomerspelen 2008 in Peking, China. Japan debuteerde op de Zomerspelen in 1912 en deed in 2008 voor de twintigste keer mee. Ten opzichte van de vorige editie was het aantal medailles flink kleiner: zeven keer minder goud, drie keer minder zilver en twee keer minder brons.

## Medailleoverzicht
Ryoko Tani-Tamura veroverde haar vijfde olympische medaille op eveneens vijf deelnames. Op de Spelen van 1992 en de Spelen van 1996 behaalde ze zilver, op de Spelen van 2000 en de Spelen van 2004 won ze de gouden medaille, deze editie won ze een bronzen medaille.
Op 11 december 2008 kreeg Japan er nog een medaille bij. Koji Murofushi kreeg alsnog de bronzen medaille toegekend bij het kogelslingeren wegens twee diskwalificaties van twee Wit-Russen In juni 2010 moest deze medaille weer worden teruggegeven omdat de diskwalificaties ongedaan werden gemaakt.
| Sport            | Olympiër | Discipline               | Medaille |
| ---------------- | --- | ------------------------ | -------- |
| Judo             | Masato Uchishiba | -66kg (m)                | Goud     |
| Judo             | Satoshi Ishii | +100kg (m)               | Goud     |
| Judo             | Ayumi Tanimoto | -63kg (v)                | Goud     |
| Judo             | Masae Ueno | -70kg (v)                | Goud     |
| Softbal          | Naho Emoto Motoko Fujimoto Megu Hirose Emi Inui Sachiko Ito Ayumi Karino Satoko Mabuchi Yukiyo Mine Masumi Mishina Rei Nishiyama Hiroko Sakai Rie Sato Mika Someya Yukiko Ueno Eri Yamad | vrouwen                  | Goud     |
| Worstelen        | Saori Yoshida | -55kg vrije stijl (v)    | Goud     |
| Worstelen        | Kaori Icho | -63kg vrije stijl (v)    | Goud     |
| Zwemmen          | Kosuke Kitajima | 100m schoolslag (m)      | Goud     |
| Zwemmen          | Kosuke Kitajima | 200m schoolslag (m)      | Goud     |
| Atletiek         | Nobuharu Asahara Shingo Suetsugu Shinji Takahira Naoki Tsukahara | 4x100m (m)               | Zilver   |
| Gymnastiek       | Kohei Uchimura | individuele meerkamp (m) | Zilver   |
| Gymnastiek       | Kohei Uchimura Takahiro Kashima Takuva Nakase Makato Okiguchi Koki Sakomoto Hiroyuki Tomita                                                                                              | meerkamp team (m)        | Zilver   |
| Judo             | Maki Tsukada | +78kg (v)                | Zilver   |
| Schermen         | Yuki Ota | floret (m)               | Zilver   |
| Worstelen        | Tomohiro Matsunaga | -55kg vrije stijl (m)    | Zilver   |
| Worstelen        | Chiharu Icho | -48kg vrije stijl (v)    | Zilver   |
| Worstelen        | Kenichi Yumoto | -60kg vrije stijl (m)    | Zilver   |
| Judo             | Misato Nakamura | -52kg (v)                | Brons    |
| Judo             | Ryoko Tani | -48kg (v)                | Brons    |
| Synchroonzwemmen | Saho Harada Emiko Suzuki | duet                     | Brons    |
| Wielersport      | Kiyofumi Nagai | keirin (m)               | Brons    |
| Worstelen        | Kyoko Hamaguchi | -72kg vrije stijl (v)    | Brons    |
| Zwemmen          | Takeshi Matsuda | 100m vlinderslag (m)     | Brons    |
| Zwemmen          | Kosuke Kitajima Takuro Fujii Junichi Miyashita Hisayoshi Sato | 4x100m wisselslag (m)    | Brons    |
| Zwemmen          | Reiko Nakamura | 200m rugslag (v)         | Brons    |

## Deelnemers en resultaten

### Atletiek
| Olympiër                                                         | Onderdeel                | Resultaat | Prestatie                                                                       |
| ---------------------------------------------------------------- | ------------------------ | --------- | ------------------------------------------------------------------------------- |
| Nobuharu Asahara                                                 | 100m (m)                 | 36e       | serie 4: 4de in 10,25 kwartfinale 3: 8ste in 10,37                              |
| Naoki Tsukahara                                                  | 100m (m)                 | 13e       | serie 10: 2de in 10,39 kwartfinale 1: 3de in 10,23 halve finale 2: 7de in 10,16 |
| Shingo Suetsugu                                                  | 200m (m)                 | 35e       | serie 7: 6de in 20,93                                                           |
| Shinji Takahira                                                  | 200m (m)                 | 21e       | serie 2: 4de in 20,58 kwartfinale 2: 7de in 20,63                               |
| Yuzo Kanemaru                                                    | 400m (m)                 | 42e       | serie 4: 7de in 46,39                                                           |
| Takayuki Matsumiya                                               | 5000m (m)                | 36e       | serie 1: 13de in 14.20,24                                                       |
| Kensuke Takezawa                                                 | 5000m (m)                | 21e       | serie 3: 7de in 13.49,42                                                        |
| Takayuki Matsumiya                                               | 10000m (m)               | 31e       | 28.39,77                                                                        |
| Kensuke Takezawa                                                 | 10000m (m)               | 28e       | 28.23,28                                                                        |
| Masato Naito                                                     | 110m horden (m)          | 37e       | serie 4: 7de in 13,96                                                           |
| Kenji Narisako                                                   | 400m horden (m)          | 17e       | serie 1: 5de in 49,63                                                           |
| Dai Tamesue                                                      | 400m horden (m)          | 19e       | serie 4: 4de in 49,82                                                           |
| Yoshitaka Iwamizu                                                | 300m steeplechase (m)    | 26e       | serie 1: 9de in 8.29,80                                                         |
| Nobuharu Asahara Shingo Suetsugu Shinji Takahira Naoki Tsukahara | 4x100m (m)               | Zilver    | serie 1: 2de in 38,52 finale: 2de in 38,15                                      |
| Mitsuhiro Abiko Yoshihiro Horigome Kenji Narisako Dai Tamesue    | 4x400m (m)               | 13e       | serie 2: 6de in 3.04,18                                                         |
| Tsuyoshi Ogata                                                   | marathon (m)             | 13e       | 2:13.26                                                                         |
| Satoshi Osaki                                                    | marathon (m)             | DNS       | niet gestart                                                                    |
| Atsushi Sato                                                     | marathon (m)             | 76e       | 2:41.08                                                                         |
| Koichiro Morioka                                                 | 20km snelwandelen (m)    | 16e       | 1:21.57                                                                         |
| Takayuki Tanii                                                   | 20km snelwandelen (m)    | DSQ       | gediskwalificeerd                                                               |
| Yuki Yamazaki                                                    | 20km snelwandelen (m)    | 11e       | 1:21.18                                                                         |
| Takayuki Tanii                                                   | 50km snelwandelen (m)    | 29e       | 4:01.37                                                                         |
| Yuki Yamazaki                                                    | 50km snelwandelen (m)    | 7e        | 3:45.47                                                                         |
| Naoyuki Daigo                                                    | hoogspringen (m)         | 36e       | kwalificatie groep B: 18de met 2,15m                                            |
| Daichi Sawano                                                    | polsstokhoogspringen (m) | 16e       | kwalificatie groep B: 9de met 5,55m                                             |
| Yukifumi Murakami                                                | speerwerpen (m)          | 15e       | kwalificatie groep A: 8ste met 78,21m                                           |
| Koji Murofushi                                                   | kogelslingeren (m)       | 5e        | kwalificatie groep A: 2de met 78,16m finale: 5de met 80,71m                     |
|                                                                  |                          |           |                                                                                 |
| Chisato Fukushima                                                | 100m (v)                 | 47e       | serie 5: 5de in 11,74                                                           |
| Asami Tanno                                                      | 400m (v)                 | 28e       | serie 5: 4de in 52,60                                                           |
| Yukiko Akaba                                                     | 5000m (v)                | 18e       | serie 2: 10de in 15.20,46                                                       |
| Kayoko Fukushi                                                   | 5000m (v)                | 25e       | serie 2: 12de in 15.38,30                                                       |
| Yuriko Kobayashi                                                 | 5000m (v)                | 15e       | serie 1: 7de in 15.15,87                                                        |
| Yukiko Akaba                                                     | 10000m (v)               | 20e       | 32.00,37                                                                        |
| Kayoko Fukushi                                                   | 10000m (v)               | 11e       | 31.01,14                                                                        |
| Yoko Shibui                                                      | 10000m (v)               | 17e       | 31.31,13                                                                        |
| Satomi Kubokura                                                  | 400m horden (v)          | 15e       | serie 1: 3de in 55,82 halve finale 1: 7de in 56,69                              |
| Minori Hayakari                                                  | 3000m steeplechase (v)   | 35e       | serie 1: 16de in 9.49,70                                                        |
| Sayaka Aoki Mayu Kida Satomi Kubokura Asami Tanno                | 4x400m (v)               | 13e       | serie 1: 7de in 3.30,52                                                         |
| Yurika Nakamura                                                  | marathon (v)             | 13e       | 2:30.19                                                                         |
| Reiko Tosa                                                       | marathon (v)             | DNF       | niet gefinisht                                                                  |
| Mayumi Kawasaki                                                  | 20km snelwandelen (v)    | 14e       | 1:29.43                                                                         |
| Sachiko Konishi                                                  | 20km snelwandelen (v)    | 26e       | 1:32.21                                                                         |
| Kumiko Ikeda                                                     | verspringen (v)          | 19e       | kwalificatie groep B: 9de met 6,47m                                             |

### Badminton
| Olympiër                        | Onderdeel      | Resultaat | Prestatie |
| ------------------------------- | -------------- | --------- | --- |
| Shoji Sato                      | enkelspel (m)  | 9e        | 1ste ronde: vrij 2de ronde: W van IND Sridhar: 2-0 (21-13, 21-17) 3de ronde: V van DEN Gade: 1-2 (21-19, 20-22, 15-21) |
| Shintaro Ikeda Shuichi Sakamoto | dubbelspel (m) | 9e        | 1ste ronde: V van MAS Koo/Tan: 0-2 (12-21, 16-21) |
| Keita Masuda Tadashi Ohtsuka    | dubbelspel (m) | 5e        | 1ste ronde: W van INA Hadiyanto/Yulianto: 2-1 (19-21, 21-14, 21-14) kwartfinale: V van KOR Lee/Hwang: 1-2 (12-21, 21-18, 9-21)                                                                                              |
|                                 |                |           | |
| Eriko Hirose                    | enkelspel (v)  | 9e        | 1ste ronde: W van ISL Ingólfsdóttir: 2-0 (21-6, 19-7) 2de ronde: W van VIE Nhung: 2-0 (21-7, 21-12) 3de ronde: V van FRA Pi: 1-2 (12-21, 21-16, 6-21)                                                                       |
| Miyuki Maeda Satoko Suetsuna    | dubbelspel (v) | 4e        | 1ste ronde: W van AUS Luiz/Tanaka: 2-0 (21-4, 21-8) kwartfinale: W van CHN Yang/Zhang: 2-1 (8-21, 23-21, 21-14) halve finale: V van KOR Lee/Lee: 0-2 (20-22, 15-21) bronzen finale: V van CHN Zhang/Wei: 0-2 (17-21, 10-21) |
| Kumiko Ogura Reiko Shiota       | dubbelspel (v) | 5e        | 1ste ronde: W van DEN Kristiansen/Juhl: 2-1 (18-21, 21-14, 21-18) kwartfinale: V van CHN Du/Yu: 0-2 (8-21, 5-21) |

### Boksen
| Olympiër          | Onderdeel   | Resultaat | Prestatie                                              |
| ----------------- | ----------- | --------- | ------------------------------------------------------ |
| Satoshi Shimizu   | -57kg (m)   | 9e        | 1ste ronde: vrij 2de ronde: V van TUR Kılıç: 9-12      |
| Masatsugu Kawachi | -63,5kg (m) | 9e        | 1ste ronde: vrij 2de ronde: V van THA Boonjumnong: 1-8 |

### Boogschieten
| Olympiër                                     | Onderdeel       | Resultaat | Prestatie |
| -------------------------------------------- | --------------- | --------- | --- |
| Takaharu Furukawa                            | individueel (m) | 33e       | plaatsingsronde: 17de met 663 punten 1ste ronde: V van BLR Kunda: 111-111 (18-19) |
| Ryuichi Moriya                               | individueel (m) | 5e        | plaatsingsronde: 22ste met 661 punten 1ste ronde: W van POL Piątek: 109-109 (10-10) 2de ronde: W van TPE Wang: 114-109 3de ronde: W van RUS Tsyrempilov: 113-110 kwartfinale: V van UKR Ruban: 106-115 |
|                                              |                 |           | |
| Nami Hayakawa                                | individueel (v) | 6e        | plaatsingsronde: 9de met 649 punten 1ste ronde: W van CYP Mousikou: 112-103 2de ronde: W van USA Nichols: 105-103 3de ronde: W van GBR Folkard: 106-97 kwartfinale: V van KOR Park: 103-112            |
| Yuki Hayashi                                 | individueel (v) | 45e       | plaatsingsronde: 48ste met 616 punten 1ste ronde: V van GEO Esebua: 102-102 (8-9) |
| Sayoko Kitabatake                            | individueel (v) | 29e       | plaatsingsronde: 46ste met 616 punten 1ste ronde: W van POL Mospinek: 103-101 2de ronde: V van FRA Schuh: 100-112                                                                                      |
| Nami Hayakawa Yuki Hayashi Sayoko Kitabatake | team (v)        | 8e        | plaatsingsronde: 7de met 1881 punten 1ste ronde: W van Chili: 206-199 kwartfinale: V van Groot-Brittannië: 196-201                                                                                     |

### Gewichtheffen
| Olympiër          | Onderdeel | Resultaat | Prestatie                                                    |
| ----------------- | --------- | --------- | ------------------------------------------------------------ |
| Yasunobu Sekikawa | -56kg (m) | 11e       | trekken: 12de met 114kg stoten: 11de met 142kg totaal: 256kg |
| Masaharu Yamada   | -56kg (m) | 9e        | trekken: 17de met 106kg stoten: 6de met 153kg totaal: 259kg  |
| Yoshito Shintani  | -69kg (m) | 10e       | trekken: 15de met 135kg stoten: 8ste met 175kg totaal: 310kg |
|                   |           |           |                                                              |
| Hiromi Miyake     | -48kg (v) | 4e        | trekken: 4de met 80kg stoten: 4de met 105kg totaal: 185kg    |
| Misaki Oshiro     | -48kg (v) | 6e        | trekken: 6de met 80kg stoten: 6de met 92kg totaal: 172kg     |
| Rika Saito        | -69kg (v) | 6e        | trekken: 7de met 87kg stoten: 5de met 122kg totaal: 209kg    |

### Gymnastiek
| Olympiër                                                                                    | Onderdeel                | Resultaat | Prestatie                                                             |
| Ritmisch                                                                                    | Ritmisch                 | Ritmisch  | Ritmisch                                                              |
| ------------------------------------------------------------------------------------------- | ------------------------ | --------- | --------------------------------------------------------------------- |
| Yuko Endo Chihana Hara Saori Inagaki Nachi Misawa Kotono Tanaka Honami Tsuboi               | team (v)                 | 10e       | kwalificatie: 10de met 30,850 punten                                  |
| Trampoline                                                                                  |                          |           |                                                                       |
| Yasuhiro Ueyama                                                                             | mannen                   | 4e        | kwalificatie: 5de met 70,30 punten finale: 4de met 39,80 punten       |
| Tetsuya Sotomura                                                                            | mannen                   | 9e        | kwalificatie: 9de met 69,20 punten                                    |
|                                                                                             |                          |           |                                                                       |
| Haruka Hirota                                                                               | vrouwen                  | 12e       | kwalificatie: 12de met 62,60 punten                                   |
| Turnen                                                                                      |                          |           |                                                                       |
| Kōhei Uchimura                                                                              | vloer (m)                | 5e        | kwalificatie: 5de met 15,725 punten finale: 5de met 15,575 punten     |
| Hiroyuki Tomita                                                                             | paard voltige (m)        | 5e        | kwalificatie: 7de met 15,175 punten finale: 5de met 15,375 punten     |
| Takuya Nakase                                                                               | rekstok (m)              | 5e        | kwalificatie: 8ste met 15,450 punten finale: 5de met 15,450 punten    |
| Hiroyuki Tomita                                                                             | rekstok (m)              | 6e        | kwalificatie: 7de met 15,550 punten finale: 6de met 15,225 punten     |
| Koki Sakamoto                                                                               | individuele meerkamp (m) | 33e       | kwalificatie: 5de met 91,950 punten                                   |
| Hiroyuki Tomita                                                                             | individuele meerkamp (m) | 4e        | kwalificatie: 6de met 91,900 punten finale: 4de met 91,750 punten     |
| Kōhei Uchimura                                                                              | individuele meerkamp (m) | Zilver    | kwalificatie: 4de met 92,050 punten finale: 2de met 91,975 punten     |
| Kohei Uchimura Takahiro Kashima Takuva Nakase Makato Okiguchi Koki Sakomoto Hiroyuki Tomita | meerkamp team (m)        | Zilver    | kwalificatie: 2de met 369,550 punten finale: 2de met 278,875 punten   |
|                                                                                             |                          |           |                                                                       |
| Koko Tsurumi                                                                                | balk (v)                 | 8e        | kwalificatie: 8ste met 15,425 punten finale: 8ste met 14,450 punten   |
| Kyoko Oshima                                                                                | individuele meerkamp (v) | 20e       | kwalificatie: 27ste met 57,625 punten finale: 20ste met 57,625 punten |
| Koko Tsurumi                                                                                | individuele meerkamp (v) | 17e       | kwalificatie: 17de met 58,975 punten finale: 17de met 58,100 punten   |
| Miki Uemura                                                                                 | individuele meerkamp (v) | 50e       | kwalificatie: 50ste met 54,700 punten                                 |
| Mayu Kuroda Yu Minobe Kyoko Oshima Yuko Shintake Koko Tsurumi Miki Uemura                   | meerkamp team (v)        | 5e        | kwalificatie: 8ste met 233,175 punten finale: 5de met 176,700 punten  |

### Hockey
| Olympiër | Onderdeel | Resultaat | Prestatie |
| --- | --------- | --------- | --- |
| Ikuko Okamura Keiko Miura Mayumi Ono Chie Kimura Rika Komazawa Miyuki Nakagawa Sakae Morimoto Kaori Chiba Yukari Yamamoto Toshie Tsukui Sachimi Iwao Akemi Kato Tomomi Komori Misaki Ozawa Chinami Kozakura Yuka Yoshikawa Hikari Suwa Nichika Urata | vrouwen   | 10e       | groep B: 5de W van Nieuw-Zeeland: 2-1 G van Verenigde Staten: 1-1 V van Argentinië: 1-2 V van Groot-Brittannië: 1-2 V van Duitsland: 0-1 9-10de plek: V van Zuid-Korea: 1-2 |

| Groep B |                  |             |             |             |             |            |            |            |        |
| #       | Land             | Wedstrijden | Wedstrijden | Wedstrijden | Wedstrijden | Doelpunten | Doelpunten | Doelpunten | Punten |
| #       | Land             | G           | W           | G           | V           | V          | T          | Saldo      | Punten |
| 1       | Duitsland        | 5           | 4           | 0           | 1           | 12         | 8          | +4         | 12     |
| 2       | Argentinië       | 5           | 3           | 2           | 0           | 13         | 7          | +6         | 11     |
| 3       | Groot-Brittannië | 5           | 2           | 2           | 1           | 7          | 9          | -2         | 8      |
| 4       | Verenigde Staten | 5           | 1           | 3           | 1           | 9          | 8          | +1         | 6      |
| 5       | Japan            | 5           | 1           | 1           | 3           | 5          | 7          | -2         | 4      |
| 6       | Nieuw-Zeeland    | 5           | 0           | 0           | 5           | 6          | 13         | -7         | 0      |

| Ronde       | Datum  | Plaats           | Land | Score         | Land |
| ----------- | ------ | ---------------- | ---- | ------------- | ---- |
| Groepsfase  |        |                  |      |               |      |
| 10 augustus | Peking | Japan            | 2-1  | Nieuw-Zeeland |      |
| 12 augustus | Peking | Verenigde Staten | 1-1  | Japan         |      |
| 14 augustus | Peking | Japan            | 1-2  | Argentinië    |      |
| 16 augustus | Peking | Groot-Brittannië | 2-1  | Japan         |      |
| 18 augustus | Peking | Duitsland        | 1-0  | Japan         |      |
| 9-10de plek |        |                  |      |               |      |
| 20 augustus | Peking | Zuid-Korea       | 2-1  | Japan         |      |

### Honkbal
| Olympiër | Onderdeel | Resultaat | Prestatie |
| --- | --------- | --------- | --- |
| Yu Darvish Kyuji Fujikawa Hitoki Iwase Kenshin Kawakami Yoshihisa Naruse Toshiya Sugiuchi Masahiro Tanaka Koji Uehara Tsuyoshi Wada Hideaki Wakui Shinnosuke Abe Tomoya Satozaki Akihiro Yano Takahiro Arai Masahiro Araki Munenori Kawasaki Shinya Miyamoto Shuichi Murata Hiroyuki Nakajima Tsuyoshi Nishioka Norichika Aoki Atsunori Inaba Masahiko Morino G. G. Sato | mannen    | 4e        | groepsfase: 4de V van Cuba: 2-4 W van Chinees Taipei: 6-1 W van Nederland: 6-0 V van Zuid-Korea: 3-5 W van Canada: 1-0 W van China: 10-0 V van Verenigde Staten: 2-4 halve finale: V van Zuid-Korea: 2-6 bronzen finale: V van Verenigde Staten: 4-8 |

| Groepsfase |                  |             |             |             |
| #          | Land             | Wedstrijden | Wedstrijden | Wedstrijden |
| #          | Land             | G           | W           | V           |
| 1          | Zuid-Korea       | 7           | 7           | 0           |
| 2          | Cuba             | 7           | 6           | 1           |
| 3          | Verenigde Staten | 7           | 5           | 2           |
| 4          | Japan            | 7           | 4           | 3           |
| 5          | Chinees Taipei   | 7           | 2           | 5           |
| 6          | Canada           | 7           | 2           | 5           |
| 7          | Nederland        | 7           | 1           | 6           |
| 8          | China            | 7           | 1           | 6           |

| Ronde          | Datum  | Plaats         | Land | Score            | Land |
| -------------- | ------ | -------------- | ---- | ---------------- | ---- |
| Groepsfase     |        |                |      |                  |      |
| 13 augustus    | Peking | Cuba           | 4-2  | Japan            |      |
| 14 augustus    | Peking | Chinees Taipei | 1-6  | Japan            |      |
| 15 augustus    | Peking | Japan          | 6-0  | Nederland        |      |
| 16 augustus    | Peking | Japan          | 3-5  | Zuid-Korea       |      |
| 18 augustus    | Peking | Canada         | 0-1  | Japan            |      |
| 19 augustus    | Peking | Japan          | 10-0 | China            |      |
| 20 augustus    | Peking | Japan          | 2-4  | Verenigde Staten |      |
| Halve finale   |        |                |      |                  |      |
| 22 augustus    | Peking | Zuid-Korea     | 6-2  | Japan            |      |
| Bronzen finale |        |                |      |                  |      |
| 23 augustus    | Peking | Japan          | 4-8  | Verenigde Staten |      |

### Judo
| Olympiër         | Onderdeel  | Resultaat | Prestatie |
| ---------------- | ---------- | --------- | --- |
| Hiroaki Hiraoka  | -60kg (m)  | 21e       | 1ste ronde: vrij 2de ronde: V van USA Williams-Murray: koka |
| Masato Uchishiba | -66kg (m)  | Goud      | 1ste ronde: vrij 2de ronde: W van DOM Jacinto: ippon 3de ronde: W van IRI Miresmaeili: yuko kwartfinale: W van UZB Sharipov: waza-ari halve finale: W van CUB Arencibia: yuko finale: W van FRA Darbelet: ippon |
| Yusuke Kanamaru  | -73kg (m)  | 7e        | 1ste ronde: V van IRI Maloumat: ippon herkansingen: W van POR Pina: yuko herkansingen 2: W van MGL Dashdavaa: waza-ari herkansingen 3: V van BEL Van Tichelt: waza-ari                                          |
| Takashi Ono      | -81kg (m)  | 21e       | 1ste ronde: vrij 2de ronde: V van BRA Camilo: waza-ari |
| Hiroshi Izumi    | -90kg (m)  | 15e       | 1ste ronde: W van AUS Kelly: yuko 2de ronde: V van BLR Kazusenok: ippon |
| Keiji Suzuki     | -100kg (m) | 13e       | 1ste ronde: W van MGL Tüvshinbayar: ippon herkansingen: V van GER Behrla: ippon |
| Satoshi Ishii    | +100kg (m) | Goud      | 1ste ronde: vrij 2de ronde: W van ITA Bianchessi: ippon 3de ronde: W van EGY El Shehaby: ippon kwartfinale: W van RUS Tmenov: ippon halve finale: W van GEO Gujejiani: ippon finale: W van UZB Tangriev: yuko   |
|                  |            |           | |
| Ryoko Tani       | –48kg (v)  | Brons     | 1ste ronde: W van USA Matsumoto: yuko 2de ronde: W van CHN Wu: waza-ari kwartfinale: W van ARG Pareto: koka halve finale: V van ROU Dumitru: waza-ari bronzen finale: V van RUS Bogdanova: ippon                |
| Misato Nakamura  | –52kg (v)  | Brons     | 1ste ronde: vrij 2de ronde: W van GER Tarangul: koka kwartfinale: W van BEL Heylen: koka halve finale: V van PRK An: koka bronzen finale: V van KOR Kim: waza-ari                                               |
| Aiko Sato        | –57kg (v)  | 7e        | 1ste ronde: vrij 2de ronde: W van AZE Gasimova: ippon kwartfinale: V van CHN Xu: yuko herkansingen: W van FIN Koivumäki: ippon herkansingen 2: V van BRA Quadros: ippon                                         |
| Ayumi Tanimoto   | –63kg (v)  | Goud      | 1ste ronde: vrij 2de ronde: W van VEN Barreto: ippon kwartfinale: W van KOR Kong: ippon halve finale: W van CUB González: ippon finale: W van FRA Décosse: ippon                                                |
| Masae Ueno       | –70kg (v)  | Goud      | 1ste ronde: W van KOR Park: ippon 2de ronde: W van CHN Wang: ippon kwartfinale: W van HUN Mészáros: waza-ari halve finale: W van NED Bosch: waza-ari finale: W van CUB Hernández: ippon                         |
| Sae Nakazawa     | –78kg (v)  | 16e       | 1ste ronde: vrij 2de ronde: V van ITA Morico: yuko |
| Maki Tsukada     | 678kg (v)  | Zilver    | 1ste ronde: vrij 2de ronde: W van FRA Mondière: ippon kwartfinale: W van MEX Zambotti: ippon halve finale: W van SLO Polavder: ippon finale: V van CHN Tong: waza-ari                                           |

### Kanovaren
| Olympiër                                                | Onderdeel    | Resultaat | Prestatie                                                                       |
| Slalom                                                  | Slalom       | Slalom    | Slalom                                                                          |
| ------------------------------------------------------- | ------------ | --------- | ------------------------------------------------------------------------------- |
| Takuya Haneda                                           | C-1 (m)      | 14e       | voorronde: 14de met 186,32                                                      |
| Hiroyuki Nagao Masatoshi Sanma                          | C-2 (m)      | 9e        | voorronde: 10de met 212,56 halve finale: 9de met 110,10                         |
| Kazuki Yazawa                                           | K-1 (m)      | 18e       | voorronde: 18de met 179,87                                                      |
|                                                         |              |           |                                                                                 |
| Yuriko Takeshita                                        | K-1 (v)      | 4e        | voorronde: 15de met 224,71 halve finale: 6de met 107,86 finale: 4de met 219,30  |
| Sprint                                                  |              |           |                                                                                 |
| Shinobu Kitamoto                                        | K-1 500m (m) | 20e       | serie 1: 4de in 1.52,148 halve finale 2: 9de in 2.01,105                        |
| Shinobu Kitamoto Mikiko Takeya                          | K-2 500m (m) | 5e        | serie 1: 6de in 1.46,890 halve finale: 1ste in 1.43,541 finale: 5de in 1.43,291 |
| Shinobu Kitamoto Ayaka Kuno Yumiko Suzuki Mikiko Takeya | K-4 500m (m) | 6e        | serie 1: 5de in 1.38,618 halve finale: 2de in 1.37,449 finale: 6de in 1.36,465  |

### Moderne vijfkamp
| Olympiër           | Onderdeel | Resultaat | Prestatie   |
| ------------------ | --------- | --------- | ----------- |
| Yoshihiro Murakami | mannen    | 31e       | 4744 punten |

### Paardensport
| Olympiër                              | Onderdeel   | Resultaat | Prestatie                                                               |
| Dressuur                              | Dressuur    | Dressuur  | Dressuur                                                                |
| ------------------------------------- | ----------- | --------- | ----------------------------------------------------------------------- |
| Hiroshi Hoketsu                       | individueel | 35e       | Grand Prix: 35ste met 62,542%                                           |
| Yuko Kitai                            | individueel | 45e       | Grand Prix: 45ste met 59,250%                                           |
| Mieko Yagi                            | individueel | 14e       | Grand Prix: 42ste met 60,167%                                           |
| Hiroshi Hoketsu Yuko Kitai Mieko Yagi | team        | 9e        | 60,653%                                                                 |
| Eventing                              |             |           |                                                                         |
| Yoshiaki Oiwa                         | individueel | 49e       | 136,80 strafpunten                                                      |
| Springconcours                        |             |           |                                                                         |
| Eiken Sato                            | individueel | 51e       | kwalificatie: 51ste met 25 strafpunten                                  |
| Taizo Sugitani                        | individueel | 29e       | kwalificatie: 37ste met 26 strafpunten finale: 29ste met 12 strafpunten |

### Roeien
| Olympiër                      | Onderdeel              | Resultaat | Prestatie |
| ----------------------------- | ---------------------- | --------- | --- |
| Daisaku Takeda Kazushige Ura  | lichte dubbel-twee (m) | 13e       | serie 1: 4de in 6.24,21 herkansingen: 3de in 6.43,03 halve finale C/D: 1ste in 6.29,30 finale C: 1ste in 6.23,02 |
|                               |                        |           | |
| Akiko Iwamoto Misaki Kumakura | lichte dubbel-twee (v) | 9e        | serie 3: 3de in 7.05,67 herkansingen: 3de in 7.30,92 halve finale: 6de in 7.16,13 finale B: 3de in 7.08,49       |

### Schermen
| Olympiër        | Onderdeel  | Resultaat | Prestatie |
| --------------- | ---------- | --------- | --- |
| Shogo Nishida   | degen (m)  | 33e       | 1ste ronde: V van CHI Inostroza: 11-15 |
| Kenta Chida     | degen (m)  | 9e        | 1ste ronde: W van HKG Kin: 15-6 2de ronde: V van GER Kleibrink: 10-15 |
| Yuki Ota        | degen (m)  | Zilver    | 1ste ronde: W van BRA Souza: 15-4 2de ronde: W van KOR Choi: 15-14 kwartfinale: W van GER Joppich: 15-12 halve finale: W van ITA Sanzo: 15-14 finale: V van GER Kleibrink: 9-15 |
| Satoshi Ogawa   | sabel (m)  | 33e       | 1ste ronde: V van SEN Keita: 14-15 |
|                 |            |           | |
| Megumi Harada   | degen (v)  | 9e        | 1ste ronde: W van AUS Parkinson: 15-9 2de ronde: V van ROU Popescu: 11-15 |
| Chieko Sugawara | floret (v) | 5e        | 1ste ronde: vrij 2de ronde: W van KOR Jung: 11-9 3de ronde: W van GER Golubytskyi: 6-5 kwartfinale: V van KOR Nam: 10-15                                                        |
| Madoka Hisagae  | sabel (v)  | 9e        | 1ste ronde: vrij 2de ronde: V van RUS Dyachenko: 10-15 |

### Schietsport
| Olympiër            | Onderdeel                  | Resultaat | Prestatie                                                            |
| ------------------- | -------------------------- | --------- | -------------------------------------------------------------------- |
| Toshikazu Yamashita | 10m luchtgeweer (m)        | 28e       | kwalificatie: 28ste met 590 punten (98-99-99-98-98-98)               |
| Toshikazu Yamashita | 50m geweer 3 houdingen (m) | 16e       | kwalificatie: 16de met 1167 punten (399-382-386)                     |
| Toshikazu Yamashita | 50m geweer liggend (m)     | 18e       | kwalificatie: 18de met 593 punten (99-99-99-99-99-98)                |
| Susumu Kobayashi    | 50m pistool (m)            | 10e       | kwalificatie: 10de met 558 punten (91-95-94-92-93-93)                |
| Tomoyuki Matsuda    | 50m pistool (m)            | 9e        | kwalificatie: 9de met 558 punten (92-94-91-94-93-94)                 |
| Susumu Kobayashi    | 10m luchtpistool (m)       | 23e       | kwalificatie: 23ste met 577 punten (93-96-99-96-96-97)               |
| Tomoyuki Matsuda    | 10m luchtpistool (m)       | 9e        | kwalificatie: 19de met 579 punten (97-98-97-97-96-94)                |
|                     |                            |           |                                                                      |
| Michiko Fukushima   | 25m pistool (v)            | 10e       | kwalificatie: 10de met 581 punten (288-293)                          |
| Michiko Fukushima   | 10m luchtpistool (v)       | 38e       | kwalificatie: 38ste met 373 punten (91-94-97-91)                     |
| Yukie Nakayama      | trap (v)                   | 4e        | kwalificatie: 6de met 67 punten (22-23-22) finale: 4de met 86 punten |

### Schoonspringen
| Olympiër     | Onderdeel     | Resultaat | Prestatie                                                                                            |
| ------------ | ------------- | --------- | --- |
| Ken Terauchi | 3m plank (m)  | 11e       | voorronde: 10de met 452,80 punten halve finale: 7de met 478,25 punten finale: 11de met 442,50 punten |
|              |               |           | |
| Mai Nakagawa | 10m toren (v) | 11e       | voorronde: 9de met 331,40 punten halve finale: 10de met 314,60 punten finale: 11de met 296,30 punten |

### Softbal
| Olympiër | Discipline | Resultaat | Prestatie |
| --- | ---------- | --------- | --- |
| Nako Emoto Motoko Fujimoto Megu Hirose Emi Inui Sachiko Ito Ayumi Karino Satoko Mabuchi Yukiyo Mine Masumi Mishina Rei Nishiyama Hiroko Sakai Rie Sato Mika Someya Yukiko Ueno Eri Yamada | vrouwen    | Goud      | groepsfase: 2de W van Australië: 4-3 W van Chinees Taipei: 2-1 W van Nederland: 3-0 V van Verenigde Staten: 0-7 W van China: 3-0 W van Venezuela: 5-2 W van Canada: 6-0 halve finale: V van Verenigde Staten: 1-4 herkansing: W van Australië: 4-3 finale: W van Verenigde Staten: 3-1 |

| Groepsfase |                  |             |             |             |    |    |     |        |
| #          | Land             | Wedstrijden | Wedstrijden | Wedstrijden |    |    |     | Punten |
| #          | Land             | G           | W           | V           |    |    |     | Punten |
| 1          | Verenigde Staten | 7           | 7           | 0           | 53 | 1  | +52 | 1000   |
| 2          | Japan            | 7           | 6           | 1           | 23 | 13 | +10 | .857   |
| 3          | Australië        | 7           | 5           | 2           | 30 | 11 | +19 | .714   |
| 4          | Canada           | 7           | 3           | 4           | 17 | 23 | −6  | .429   |
| 5          | China            | 7           | 2           | 5           | 19 | 21 | −2  | .286   |
| 6          | Chinees Taipei   | 7           | 2           | 5           | 10 | 23 | −13 | .286   |
| 7          | Venezuela        | 7           | 2           | 5           | 15 | 35 | −20 | .286   |
| 8          | Nederland        | 7           | 1           | 6           | 8  | 48 | −40 | .143   |

| Ronde        | Datum  | Plaats           | Land | Score            | Land |
| ------------ | ------ | ---------------- | ---- | ---------------- | ---- |
| Groepsfase   |        |                  |      |                  |      |
| 12 augustus  | Peking | Japan            | 4-3  | Australië        |      |
| 13 augustus  | Peking | Chinees Taipei   | 1-2  | Japan            |      |
| 14 augustus  | Peking | Japan            | 3-0  | Nederland        |      |
| 15 augustus  | Peking | Japan            | 0-7  | Verenigde Staten |      |
| 16 augustus  | Peking | China            | 0-3  | Japan            |      |
| 17 augustus  | Peking | Japan            | 5-2  | Venezuela        |      |
| 18 augustus  | Peking | Canada           | 0-6  | Japan            |      |
| Halve finale |        |                  |      |                  |      |
| 20 augustus  | Peking | Canada           | 4-1  | Japan            |      |
| Herkansing   |        |                  |      |                  |      |
| 20 augustus  | Peking | Japan            | 4-3  | Australië        |      |
| Finale       |        |                  |      |                  |      |
| 21 augustus  | Peking | Verenigde Staten | 1-3  | Japan            |      |

### Synchroonzwemmen
| Olympiër | Discipline | Resultaat | Prestatie                                                         |
| --- | ---------- | --------- | ----------------------------------------------------------------- |
| Saho Harada Emiko Suzuki | duet       | Brons     | kwalificatie: 3de met 96,750 punten finale: 3de met 97,167 punten |
| Ai Aoki Saho Harada Yumiko Ishiguro Naoko Kawashima Hiromi Kobayashi Erika Komura Ayako Matsumura Emiko Suzuki Masako Tachibana | team       | 5e        | 95,334 punten                                                     |

### Taekwondo
| Olympiër       | Discipline | Resultaat | Prestatie                                 |
| -------------- | ---------- | --------- | ----------------------------------------- |
| Yoriko Okamoto | -67kg (v)  | 11e       | voorronde: V van MAR Benabderrassoul: 0-2 |

### Tafeltennis
| Olympiër                                 | Discipline    | Resultaat | Prestatie |
| ---------------------------------------- | ------------- | --------- | --- |
| Yo Kan                                   | enkelspel (m) | 9e        | voorronde: vrij 1ste ronde: vrij 2de ronde: vrij 3de ronde: W van RUS Smirnov: 4-1 (9-11, 11-8, 11-9, 14-12, 17-15) 4de ronde: V van CHN Wang: 1-4 (6-11, 11-9, 8-11, 5-11, 4-11)       |
| Seiya Kishikawa                          | enkelspel (m) | 33e       | voorronde: vrij 1ste ronde: W van CAN Peng: 4-2 (11-9, 9-11, 11-6, 8-11, 11-5, 11-9) 2de ronde: V van CRO Ruiwu: 1-4 (11-7, 9-11, 4-11, 4-11, 3-11)                                     |
| Jun Mizutani                             | enkelspel (m) | 17e       | voorronde: vrij 1ste ronde: vrij 2de ronde: W van FRA Eloi: 4-3 (11-9, 7-11, 15-13, 7-11, 8-11, 11-8, 11-1) 3de ronde: V van GRE Kreanga: 1-4 (11-9, 9-11, 4-11, 8-11, 3-11)            |
| Yo Kan Seiya Kishikawa Jun Mizutani      | team (m)      | 5e        | groep D: 1ste W van Nigeria: 3-0 W van Hongkong: 3-0 W van Rusland: 3-0 halve finale: V van Duitsland: 2-3 herkansingen: V van Oostenrijk: 1-3                                          |
|                                          |               |           | |
| Ai Fukuhara                              | enkelspel (v) | 9e        | voorronde: vrij 1ste ronde: vrij 2de ronde: vrij 3de ronde: W van TUR Hu: 4-1 (11-6, 11-8, 11-7, 9-11, 11-5) 4de ronde: V van CHN Zhang: 1-4 (5-11, 2-11, 5-11, 11-9, 8-11)             |
| Haruna Fukuoka                           | enkelspel (v) | 17e       | voorronde: vrij 1ste ronde: vrij 2de ronde: W van THA Komwong: 4-0 (11-9, 11-7, 11-9, 11-5) 3de ronde: V van KOR Kim: 2-4 (9-11, 16-14, 10-12, 14-12, 9-11, 7-11)                       |
| Sayaka Hirano                            | enkelspel (v) | 17e       | voorronde: vrij 1ste ronde: vrij 2de ronde: vrij 3de ronde: V van USA Jun: 1-4 (12-14, 1-11, 12-10, 7-11, 12-14)                                                                        |
| Ai Fukuhara Haruna Fukuoka Sayaka Hirano | team (v)      | 4e        | groep D: 2de V van Zuid-Korea: 0-3 W van Spanje: 3-2 W van Australië: 3-0 herkansingen: W van Oostenrijk: 3-0 herkansingen 2: W van Hongkong: 3-2 bronzen finale: V van Zuid-Korea: 0-3 |

### Tennis
| Olympiër                 | Discipline    | Resultaat | Prestatie                                                                                       |
| ------------------------ | ------------- | --------- | ----------------------------------------------------------------------------------------------- |
| Kei Nishikori            | enkelspel (m) | 33e       | 1ste ronde: V van GER Schüttler: 4-6, 7-6(5), 3-6                                               |
|                          |               |           |                                                                                                 |
| Ayumi Morita             | enkelspel (m) | 17e       | 1ste ronde: W van NZL Erakovic: 5-7, 7-6(7), 6-4 2de ronde: V van CHN Li: 2-6, 5-7              |
| Ai Sugiyama              | enkelspel (m) | 33e       | 1ste ronde: V van SVK Hantuchová: 2-6, 5-7                                                      |
| Ayumi Morita Ai Sugiyama | enkelspel (m) | 9e        | 1ste ronde: W van HUN Arn/Szávay: 6-3, 6-3 2de ronde: V van USA S Williams/V Williams: 5-7, 2-6 |

### Triatlon
| Olympiër         | Discipline | Resultaat | Prestatie  |
| ---------------- | ---------- | --------- | ---------- |
| Hirokatsu Tayama | mannen     | 48e       | 1:56.13,68 |
| Ryosuke Yamamoto | mannen     | 30e       | 1:52.11,98 |
|                  |            |           |            |
| Juri Ide         | vrouwen    | 5e        | 2:00.23,77 |
| Kiyomi Niwata    | vrouwen    | 9e        | 2:00.51,85 |
| Ai Ueda          | vrouwen    | 17e       | 2:02.19,09 |

### Voetbal

#### Mannen
| Olympiër | Discipline | Resultaat | Prestatie                                                                        |
| --- | ---------- | --------- | -------------------------------------------------------------------------------- |
| Takuya Honda Keisuke Honda Hajime Hosogai Shinji Kagawa Yohei Kajiyama Tadanari Ri Hiroki Mizumoto Takayuki Morimoto Masato Morishige Yuto Nagatomo Shusaku Nishikawa Shinji Okazaki Hiroyuki Taniguchi Yohei Toyoda Atsuto Uchida Michihiro Yasuda Maya Yoshida | mannen     | 15e       | groep B: 4de V van Verenigde Staten: 0-1 V van Nigeria: 1-2 V van Nederland: 0-1 |

| Groep B |                  |             |             |             |             |            |            |            |        |
| #       | Land             | Wedstrijden | Wedstrijden | Wedstrijden | Wedstrijden | Doelpunten | Doelpunten | Doelpunten | Punten |
| #       | Land             | G           | W           | G           | V           | V          | T          | Saldo      | Punten |
| 1       | Nigeria          | 3           | 2           | 1           | 0           | 4          | 2          | +2         | 7      |
| 2       | Nederland        | 3           | 1           | 2           | 0           | 3          | 2          | +1         | 5      |
| 3       | Verenigde Staten | 3           | 1           | 1           | 1           | 4          | 4          | 0          | 4      |
| 4       | Japan            | 3           | 0           | 0           | 3           | 1          | 4          | -3         | 0      |

| Ronde       | Datum    | Plaats    | Land | Score            | Land |
| ----------- | -------- | --------- | ---- | ---------------- | ---- |
| Groepsfase  |          |           |      |                  |      |
| 7 augustus  | Tianjin  | Japan     | 0-1  | Verenigde Staten |      |
| 10 augustus | Tianjin  | Nigeria   | 2-1  | Japan            |      |
| 13 augustus | Shenyang | Nederland | 1-0  | Japan            |      |

#### Vrouwen
| Olympiër | Discipline | Resultaat | Prestatie |
| --- | ---------- | --------- | --- |
| Kozue Ando Eriko Arakawa Miho Fukumoto Ayumi Hara Hiromi Isozaki-Ikeda Azusa Iwashimizu Tomoe Kato Yukari Kinga Karina Maruyama Aya Miyama Yuki Nagasato-Ogimi Shinobu Ohno Mizuho Sakaguchi Homare Sawa Rumi Utsugi Miyuki Yanagita Kyoko Yano | vrouwen    | 4e        | groep G: 3de G van Nieuw-Zeeland: 2-2 V van Verenigde Staten: 0-1 W van Noorwegen: 5-1 kwartfinale: W van China: 2-0 halve finale: V van Verenigde Staten: 2-4 bronzen finale: V van Duitsland: 0-2 |

| Groep G |                  |             |             |             |             |            |            |            |        |
| #       | Land             | Wedstrijden | Wedstrijden | Wedstrijden | Wedstrijden | Doelpunten | Doelpunten | Doelpunten | Punten |
| #       | Land             | G           | W           | G           | V           | V          | T          | Saldo      | Punten |
| 1       | Verenigde Staten | 3           | 2           | 0           | 1           | 5          | 2          | +3         | 6      |
| 2       | Noorwegen        | 3           | 2           | 0           | 1           | 4          | 5          | -1         | 6      |
| 3       | Japan            | 3           | 1           | 1           | 1           | 7          | 4          | +3         | 4      |
| 4       | Nieuw-Zeeland    | 3           | 0           | 1           | 2           | 2          | 7          | -5         | 1      |

| Ronde          | Datum       | Plaats           | Land | Score         | Land |
| -------------- | ----------- | ---------------- | ---- | ------------- | ---- |
| Groepsfase     |             |                  |      |               |      |
| 6 augustus     | Qinhuangdao | Japan            | 2-2  | Nieuw-Zeeland |      |
| 9 augustus     | Qinhuangdao | Verenigde Staten | 1-0  | Japan         |      |
| 12 augustus    | Shanghai    | Noorwegen        | 1-5  | Japan         |      |
| Kwartfinale    |             |                  |      |               |      |
| 15 augustus    | Qinhuangdao | China            | 0-2  | Japan         |      |
| Halve finale   |             |                  |      |               |      |
| 18 augustus    | Peking      | Verenigde Staten | 4-2  | Japan         |      |
| Bronzen finale |             |                  |      |               |      |
| 21 augustus    | Peking      | Duitsland        | 2-0  | Japan         |      |

### Volleybal

#### Beach
| Olympiër                          | Discipline | Resultaat | Prestatie |
| --------------------------------- | ---------- | --------- | --- |
| Kentaro Asahi Katsuhiro Shiratori | mannen     | 9e        | groep F: 2de V van GER Brink/Dieckmann: 0-2 (18-21, 18-21) V van USA Gibb/Rosenthal: 1-2 (15-21, 21-19, 16-18) W van NED Boersma/Ronnes: 2-1 (21-15, 23-25, 15-11) '2de ronde: V van BRA Araújo/Magalhães: 0-2 (21-23, 15-21) |
|                                   |            |           | |
| Chiaki Kusuhara Mika Saiki        | vrouwen    | 17e       | groep B: 4de V van NOR Håkedal/Tørlen: 0-2 (8-21, 18-21) V van USA May-Treanor/Walsh: 0-2 (12-21, 15-21) V van CUB Fernández/Larrea: 0-2 (18-21, 17-21)                                                                       |

#### Indoor
Mannen
| Olympiër | Discipline | Resultaat | Prestatie |
| --- | ---------- | --------- | --- |
| Kota Yamamura Takahiro Yamamoto Daisuke Usami Katsutoshi Tsumagari Kosuke Tomonaga Kunihiro Shimizu Nobuharu Saito Masaji Ogino Yoshihiko Matsumoto Yu Koshikawa Yusuke Ishijima Tatsuya Fukuzawa | mannen     | 11e       | groep A: 6de V van Italië: 1-3 (19-25, 18-25, 25-23, 17-25) V van Bulgarije: 1-3 (27-29, 25-23, 21-25, 19-25) V van China: 2-3 (20-25, 23-25, 25-17, 25-16, 10-15) V van Venezuela: 0-3 (23-25, 21-25, 23-25) V van Verenigde Staten: 0-3 (18-25, 12-25, 21-25) |

| Groep A |                  |             |             |             |             |             |             |        |        |        |        |
|         | Land             | Wedstrijden | Wedstrijden | Wedstrijden | Wedstrijden | Wedstrijden | Wedstrijden | Punten | Punten | Punten | Punten |
| G       | Land             | W           | V           | SW          | SV          | SR          | SPW         | SPL    | Saldo  |        | Punten |
| 1       | Verenigde Staten | 5           | 5           | 0           | 15          | 4           | +11         | 460    | 371    | +89    | 10     |
| 2       | Italië           | 5           | 4           | 1           | 13          | 6           | +7          | 439    | 401    | +38    | 9      |
| 3       | Bulgarije        | 5           | 3           | 2           | 10          | 9           | +1          | 446    | 440    | +6     | 8      |
| 4       | China            | 5           | 2           | 3           | 9           | 13          | -4          | 445    | 492    | -47    | 7      |
| 5       | Venezuela        | 5           | 1           | 4           | 8           | 12          | -4          | 421    | 451    | -30    | 6      |
| 6       | Japan            | 5           | 0           | 5           | 4           | 15          | -11         | 392    | 448    | -56    | 5      |

| Ronde       | Datum  | Plaats    | Land | Score            | Land |
| ----------- | ------ | --------- | ---- | ---------------- | ---- |
| Groepsfase  |        |           |      |                  |      |
| 10 augustus | Peking | Italië    | 3-1  | Japan            |      |
| 12 augustus | Peking | Japan     | 1-3  | Bulgarije        |      |
| 14 augustus | Peking | China     | 3-2  | Japan            |      |
| 14 augustus | Peking | Venezuela | 3-0  | Japan            |      |
| 16 augustus | Peking | Japan     | 0-3  | Verenigde Staten |      |

Vrouwen
| Olympiër | Discipline | Resultaat | Prestatie |
| --- | ---------- | --------- | --- |
| Yoshie Takeshita Miyuki Takahashi Asako Tajimi Sachiko Sugiyama Yuko Sano Yuka Sakurai Kanako Omura Megumi Kurihara Saori Kimura Yuki Kawai Miyuki Kano Erika Araki | vrouwen    | 5e        | groep A: 4de V van Verenigde Staten: 1-3 (20-25, 25-20, 19-25, 21-25) W van Venezuela: 3-0 (25-12, 25-17, 25-12) W van Polen: 3-2 (25-21, 25-20, 18-25, 23-25, 15-11) V van Cuba: 0-3 (17-25, 22-25, 22-25) V van China: 0-3 (24-26, 16-25, 24-25) kwartfinale: V van Brazilië: 0-3 (12-25, 20-25, 16-25) |

| Groep A |                  |             |             |             |             |             |             |        |        |        |        |
|         | Land             | Wedstrijden | Wedstrijden | Wedstrijden | Wedstrijden | Wedstrijden | Wedstrijden | Punten | Punten | Punten | Punten |
| G       | Land             | W           | V           | SW          | SV          | SR          | SPW         | SPL    | Saldo  |        | Punten |
| 1       | Cuba             | 5           | 5           | 0           | 15          | 3           | +12         | 426    | 371    | +55    | 10     |
| 2       | Verenigde Staten | 5           | 4           | 1           | 12          | 9           | +3          | 459    | 441    | +18    | 9      |
| 3       | China            | 5           | 3           | 2           | 13          | 7           | +6          | 467    | 395    | +72    | 8      |
| 4       | Japan            | 5           | 2           | 3           | 7           | 11          | -4          | 381    | 389    | -8     | 7      |
| 5       | Polen            | 5           | 1           | 4           | 9           | 12          | -3          | 441    | 445    | -4     | 6      |
| 6       | Venezuela        | 5           | 0           | 5           | 1           | 15          | -14         | 262    | 395    | -133   | 5      |

| Ronde       | Datum  | Plaats | Land | Score            | Land |
| ----------- | ------ | ------ | ---- | ---------------- | ---- |
| Groepsfase  |        |        |      |                  |      |
| 9 augustus  | Peking | Japan  | 1-3  | Verenigde Staten |      |
| 11 augustus | Peking | Japan  | 3-0  | Venezuela        |      |
| 13 augustus | Peking | Polen  | 2-3  | Japan            |      |
| 15 augustus | Peking | Japan  | 0-3  | Cuba             |      |
| 17 augustus | Peking | China  | 3-0  | Japan            |      |
| Kwartfinale |        |        |      |                  |      |
| 18 augustus | Peking | Japan  | 0-3  | Brazilië         |      |

### Wielersport
| Olympiër                                            | Discipline       | Resultaat | Prestatie |
| Baan                                                | Baan             | Baan      | Baan |
| --------------------------------------------------- | ---------------- | --------- | --- |
| Tsubasa Kitatsuru                                   | sprint (m)       | 13e       | kwalificatie: 14de in 10,391 1ste ronde serie 5: V van FRA Bourgain herkansingen: 2de                                                                               |
| Kazunari Watanabe                                   | sprint (m)       | 12e       | kwalificatie: 11de in 10,346 1ste ronde serie 8: V van ITA Chiappa herkansingen: 1ste in 10,965 2de ronde serie 1: V van GBR Hoy herkansingen: 2de 9-12de plek: 4de |
| Toshiaki Fushimi                                    | keirin (m)       | 13e       | 1ste ronde: 3de herkansingen: 4de |
| Kiyofumi Nagai                                      | keirin (m)       | Brons     | 1ste ronde: 3de herkansingen: 1ste 2de ronde: 2de finale: 3de |
| Makoto Iijima                                       | puntenkoers (m)  | 8e        | 23 punten |
| Kiyofumi Nagai Tomohiro Nagatsuka Kazunari Watanabe | teamsprint (m)   | 6e        | kwalificatie: 6de in 44,454 1ste ronde: V van Duitsland: 44,437 |
|                                                     |                  |           | |
| Sakie Tsukuda                                       | sprint (v)       | 12e       | kwalificatie: 12de in 12,134 1ste ronde serie 1: V van GBR Pendleton herkansingen: 3de 9-12de plek: 4de                                                             |
| Satomi Wadami                                       | puntenkoers (v)  | DNF       | niet gefinisht |
| BMX                                                 |                  |           | |
| Akifumi Sakamoto                                    | mannen           | 28e       | plaatsingsronde: 32ste in 40,548 kwartfinale 1: 7de met 19 punten                                                                                                   |
| Mountainbike                                        |                  |           | |
| Kohei Yamamoto                                      | mannen           | 46e       | op 3 ronden |
|                                                     |                  |           | |
| Rie Katayama                                        | vrouwen          | 20e       | op 1 ronde |
| Weg                                                 |                  |           | |
| Fumiyuki Beppu                                      | tijdrit (m)      | 39e       | 1:11.05 |
| Fumiyuki Beppu                                      | wegwedstrijd (m) | DNF       | niet gefinisht |
| Takashi Miyazawa                                    | wegwedstrijd (m) | 85e       | 6:55.24 |
| Weg                                                 |                  |           | |
| Miho Oki                                            | wegwedstrijd (v) | 31e       | 3:33.17 |

### Worstelen
| Olympiër           | Discipline  | Resultaat   | Prestatie |
| Vrije stijl        | Vrije stijl | Vrije stijl | Vrije stijl |
| ------------------ | ----------- | ----------- | --- |
| Tomohiro Matsunaga | -55kg (m)   | Zilver      | kwalificatie: W van SEN Diatta: 5-0 1ste ronde: W van TUR Akgül: 3-0 kwartfinale: W van UZB Mansurov: 3-1 halve finale: W van RUS Kudukhov: 5-0 finale: V van USA Cejudo: 0-3 |
| Kenichi Yumoto     | -60kg (m)   | Zilver      | kwalificatie: vrij 1ste ronde: W van TJK Koryakin: 5-0 kwartfinale: W van IND Dutt: 3-1 halve finale: V van UKR Fedoryshyn: 1-3 bronzen finale: W van KGZ Bazarguruev: 3-0    |
| Kazuhiko Ikematsu  | -66kg (m)   | 13e         | kwalificatie: vrij 1ste ronde: V van GEO Tushishvili: 1-3 |
|                    |             |             | |
| Chiharu Icho       | -48kg (m)   | Zilver      | kwalificatie: vrij 1ste ronde: W van CHN Li: 3-1 kwartfinale: W van UKR Merleni: 5-0 halve finale: W van USA Chun: 3-1 finale: V van CAN Huynh: 1-3                           |
| Saori Yoshida      | -55kg (m)   | Goud        | 1ste ronde: W van SWE Karlsson-Nerell: 3-1 kwartfinale: W van RUS Golts: 3-0 halve finale: W van CAN Verbeek: 3-1 finale: W van CHN Xu: 5-0                                   |
| Kaori Icho         | -63kg (m)   | Goud        | kwalificatie: vrij 1ste ronde: W van AZE Zamula: 5-0 kwartfinale: W van USA Miller: 5-0 halve finale: W van CAN Dugrenier: 3-1 finale: W van RUS Kartashova: 3-0              |
| Kyoko Hamaguchi    | -72kg (m)   | Brons       | 1ste ronde: W van RUS Perepelkina: 3-1 kwartfinale: W van BRA Conceição: 5-0 halve finale: V van CHN Wang: 0-5 bronzen finale: W van USA Bernard: 3-1                         |
| Grieks-Romeins     |             |             | |
| Makoto Sasamoto    | -60kg (m)   | 10e         | kwalificatie: W van ARM Mnatsakanyan: 3-1 1ste ronde: V van BUL Nazaryan: 1-3                                                                                                 |
| Shingo Matsumoto   | -84kg (m)   | 15e         | kwalificatie: V van ARM Forov: 1-3 |
| Kenzo Kato         | -96kg (m)   | 19e         | kwalificatie: V van ITA Timoncini: 0-3 |

### Zeilen
| Olympiër                     | Discipline | Resultaat | Prestatie                                  |
| ---------------------------- | ---------- | --------- | ------------------------------------------ |
| Makoto Tomizawa              | RS:X (m)   | 10e       | 116 punten: (6-20-6-14-7-23-8-DSQ-12-2-18) |
| Yoichi Iijima                | laser (m)  | 35e       | 235 punten: (36-32-16-17-31-BFD-31-DNF-28) |
| Tetsuya Matsunaga Taro Ueno  | 470 (m)    | 7e        | 97 punten: (1-20-24-13-10-14-1-9-21-4-4)   |
|                              |            |           |                                            |
| Yasuko Kosuge                | RS:X (v)   | 13e       | 102 punten: (9-12-4-17-14-18-18-11-10-7)   |
| Naoko Kamata Ai Kondo        | 470 (v)    | 14e       | 93 punten: (13-15-14-15-14-1-12-10-1-13)   |
|                              |            |           |                                            |
| Akira Ishibashi Yukio Makino | 49er       | 12e       | 103 punten: (8-17-3-13-8-12-8-9-17-6-14-5) |

### Zwemmen
| Olympiër                                                        | Discipline            | Resultaat | Prestatie |
| --------------------------------------------------------------- | --------------------- | --------- | --- |
| Hisayoshi Sato                                                  | 100m vrije slag (m)   | 40e       | serie 6: 8ste in 49,85 |
| Yoshihiro Okumura                                               | 200m vrije slag (m)   | 7e        | serie 8: 5de in 1.46,89 (NR) halve finale 2: 5de in 1.46,44 (NR) finale: 7de in 1.47,14                                     |
| Sho Uchida                                                      | 200m vrije slag (m)   | 24e       | serie 5: 4de in 1.48,34 |
| Takeshi Matsuda                                                 | 400m vrije slag (m)   | 10e       | serie 3: 3de in 3.44,99 (NR)                                                                                                |
| Takeshi Matsuda                                                 | 1500m vrije slag (m)  | 18e       | serie 3: 5de in 15.09,17 |
| Junichi Miyashita                                               | 100m rugslag (m)      | 8e        | serie 5: 3de in 54,12 halve finale 1: 4de in 53,69 (AS) finale: 8ste in 53,99                                               |
| Tomomi Morita                                                   | 100m rugslag (m)      | 10e       | serie 4: 4de in 54,21 halve finale 1: 5de in 53,95                                                                          |
| Ryosuke Irie                                                    | 200m rugslag (m)      | 5e        | serie 5: 3de in 1.57,68 halve finale 2: 3de in 1.56,35 finale: 5de in 1.55,72                                               |
| Takashi Nakano                                                  | 200m rugslag (m)      | 21e       | serie 4: 6de in 1.59,59 |
| Kosuke Kitajima                                                 | 100m schoolslag (m)   | Goud      | serie 8: 1ste in 59,52 halve finale 1: 1ste in 59,55 finale: 1ste in 58,91 (WR)                                             |
| Yuta Suenaga                                                    | 100m schoolslag (m)   | 13e       | serie 9: 5de in 1.00,67 halve finale 2: 6de in 1.00,67                                                                      |
| Kosuke Kitajima                                                 | 200m schoolslag (m)   | Goud      | serie 7: 4de in 2.09,89 halve finale 1: 1ste in 2.08,61 (OR) finale: 1ste in 2.07,64 (OR)                                   |
| Yuta Suenaga                                                    | 200m schoolslag (m)   | 17e       | serie 7: 7de in 2.11,30 |
| Takuro Fujii                                                    | 100m vlinderslag (m)  | 6e        | serie 7: 3de in 51,50 (AS) halve finale 2: 4de in 51,59 finale: 6de in 51,50 (AS)                                           |
| Masayuki Kishida                                                | 100m vlinderslag (m)  | 26e       | serie 9: 7de in 52,45 |
| Takeshi Matsuda                                                 | 200m vlinderslag (m)  | Brons     | serie 6: 3de in 1.55,06 (AS) halve finale 1: 1ste in 1.54,02 (AS) finale: 3de in 1.52,97 (AS)                               |
| Ryuichi Shibata                                                 | 200m vlinderslag (m)  | 13e       | serie 5: 4de in 1.55,82 halve finale 2: 7de in 1.56,17                                                                      |
| Takuro Fujii                                                    | 200m wisselslag (m)   | 10e       | serie 6: 2de in 1.59,19 halve finale 2: 5de in 1.59,59                                                                      |
| Ken Takakuwa                                                    | 200m wisselslag (m)   | 5e        | serie 4: 2de in 1.58,51 (AS) halve finale 1: 3de in 1.58,49 (AS) finale: 5de in 1.58,22 (AS)                                |
| Takuro Fujii Masayuki Kishida Yoshihiro Okumura Hisayoshi Sato  | 4x100m vrije slag (m) | 14e       | serie 1: 7de in 3.17,28 (NR)                                                                                                |
| Hisato Matsumoto Yasunori Mononobe Yoshihiro Okumura Sho Uchida | 4x200m vrije slag (m) | 7e        | serie 1: 4de in 7.09,12 (AS) finale: 7de in 7.10,31                                                                         |
| Kosuke Kitajima Takuro Fujii Junichi Miyashita Hisayoshi Sato   | 4x100m wisselslag (m) | Brons     | serie 1: 2de in 3.32,81 (AS) finale: 3de in 3.31,18 (AS)                                                                    |
|                                                                 |                       |           | |
| Maki Mita                                                       | 200m vrije slag (v)   | 21e       | serie 4: 7de in 1.59,96 |
| Haruka Ueda                                                     | 200m vrije slag (v)   | 13e       | serie 6: 4de in 1.57,64 (NR) halve finale 1: 6de in 1.58,44                                                                 |
| Ai Shibata                                                      | 400m vrije slag (v)   | 31e       | serie 6: 8ste in 4.17,96 |
| Maiko Fujino                                                    | 800m vrije slag (v)   | 21e       | serie 3: 6de in 8.35,60 |
| Ai Shibata                                                      | 800m vrije slag (v)   | 27e       | serie 4: 7de in 8.41,63 |
| Hanae Ito                                                       | 100m rugslag (v)      | 8e        | serie 6: 4de in 1.00,16 halve finale 1: 4de in 1.00,13 finale: 8ste in 1.00,18                                              |
| Reiko Nakamura                                                  | 100m rugslag (v)      | 6e        | serie 6: 1ste in 59,36 (AS) halve finale 1: 2de in 59,64 finale: 6de in 59,72                                               |
| Hanae Ito                                                       | 200m rugslag (v)      | 1e        | serie 4: 5de in 2.10,05 halve finale 1: 7de in 2.09,86                                                                      |
| Reiko Nakamura                                                  | 200m rugslag (v)      | Brons     | serie 5: 4de in 2.09,77 halve finale 1: 2de in 2.08,21 (NR) finale: 3de in 2.07,13 (AS)                                     |
| Asami Kitagawa                                                  | 100m schoolslag (v)   | 8e        | serie 5: 6de in 1.08,36 halve finale 2: 5de in 1.08,23 finale: 8ste in 1.08,43                                              |
| Megumi Taneda                                                   | 100m schoolslag (v)   | 17e       | serie 6: 5de in 1.08,45 |
| Rie Kaneto                                                      | 200m schoolslag (v)   | 7e        | serie 4: 1ste in 2.24,62 halve finale 2: 4de in 2.25,65 finale: 7de in 2.25,14                                              |
| Megumi Taneda                                                   | 200m schoolslag (v)   | 8e        | serie 5: 2de in 2.24,75 halve finale 1: 4de in 2.25,42 finale: 8ste in 2.25,23                                              |
| Yuka Kato                                                       | 100m vlinderslag (v)  | 23e       | serie 6: 6de in 58,94 |
| Yuko Nakanishi                                                  | 100m vlinderslag (v)  | 18e       | serie 5: 7de in 58,61 |
| Natsumi Hoshi                                                   | 200m vlinderslag (v)  | 10e       | serie 3: 3de in 2.07,02 halve finale 1: 4de in 2.07,93                                                                      |
| Yuko Nakanishi                                                  | 200m vlinderslag (v)  | 5e        | serie 3: 2de in 2.06,62 halve finale 2: 4de in 2.06,96 finale: 5de in 2.07,32                                               |
| Asami Kitagawa                                                  | 200m wisselslag (v)   | 6e        | serie 3: 3de in 2.12,47 (NR) halve finale 2: 4de in 2.12,18 (NR) swim-off: 1ste in 2.12,02 (NR) finale: 6de in 2.11,56 (NR) |
| Maiko Fujino                                                    | 400m wisselslag (v)   | 11e       | serie 3: 4de in 4.37,35 |
| Saori Haruguchi                                                 | 400m wisselslag (v)   | 27e       | serie 4: 7de in 4.45,22 |
| Asami Kitagawa Maki Mita Haruka Ueda Misaki Yamaguchi           | 4x100m vrije slag (v) | 9e        | serie 1: 5de in 3.39,25 (NR)                                                                                                |
| Maki Mita Emi Takanabe Haruka Ueda Misaki Yamaguchi             | 4x200m vrije slag (v) | 7e        | serie 2: 5de in 7.55,63 (NR) finale: 7de in 7.57,56                                                                         |
| Hanae Ito Yuka Kato Asami Kitagawa Reiko Nakamura Haruka Ueda   | 4x100m wisselslag (v) | 6e        | serie 1: 3de in 3.59,91 (NR) finale: 6de in 3.59,54 (NR)                                                                    |

Afghanistan · Albanië · Algerije · Amerikaanse Maagdeneilanden · Amerikaans-Samoa · Andorra · Angola · Antigua en Barbuda · Argentinië · Armenië · Aruba · Australië · Azerbeidzjan · Bahama's · Bahrein · Bangladesh · Barbados · België · Belize · Benin · Bermuda · Bhutan · Bolivia · Bosnië en Herzegovina · Botswana · Brazilië · Britse Maagdeneilanden · Bulgarije · Burkina Faso · Burundi · Cambodja · Canada · Centraal-Afrikaanse Republiek · Chili · China · Chinees Taipei · Colombia · Comoren · Congo-Brazzaville · Congo-Kinshasa · Cookeilanden · Costa Rica · Cuba · Cyprus · Denemarken · Djibouti · Dominica · Dominicaanse Republiek · Duitsland · Ecuador · Egypte · El Salvador · Equatoriaal-Guinea · Eritrea · Estland · Ethiopië · Fiji · Filipijnen · Finland · Frankrijk · Gabon · Gambia · Georgië · Ghana · Grenada · Griekenland · Groot-Brittannië · Guam · Guatemala · Guinee · Guinee‑Bissau · Guyana · Haïti · Honduras · Hongarije · Hongkong · Ierland · IJsland · India · Indonesië · Irak · Iran · Israël · Italië · Ivoorkust · Jamaica · Japan · Jemen · Jordanië · Kaaimaneilanden · Kaapverdië · Kameroen · Kazachstan · Kenia · Kirgizië · Kiribati · Koeweit · Kroatië · Laos · Lesotho · Letland · Libanon · Liberia · Libië · Liechtenstein · Litouwen · Luxemburg · Macedonië · Madagaskar · Malawi · Malediven · Maleisië · Mali · Malta · Marshalleilanden · Marokko · Mauritanië · Mauritius · Mexico · Micronesië · Moldavië · Monaco · Mongolië · Montenegro · Mozambique · Myanmar · Namibië · Nauru · Nederland · Nederlandse Antillen · Nepal · Nicaragua · Nieuw-Zeeland · Niger · Nigeria · Noord-Korea · Noorwegen · Oeganda · Oekraïne · Oezbekistan · Oman · Oostenrijk · Oost‑Timor · Pakistan · Palau · Palestina · Panama · Papoea-Nieuw-Guinea · Paraguay · Peru · Polen · Portugal · Puerto Rico · Qatar · Roemenië · Rusland · Rwanda · Saint Kitts en Nevis · Saint Lucia · Saint Vincent en Grenadines · Salomonseilanden · Samoa · San Marino · Sao Tomé en Principe · Saoedi-Arabië · Senegal · Servië · Seychellen · Sierra Leone · Singapore · Slovenië · Slowakije · Soedan · Somalië · Spanje · Sri Lanka · Suriname · Swaziland · Syrië · Tadzjikistan · Tanzania · Thailand · Togo · Tonga · Trinidad en Tobago · Tsjaad · Tsjechië · Tunesië · Turkije · Turkmenistan · Tuvalu · Uruguay · Vanuatu · Venezuela · Verenigde Arabische Emiraten · Verenigde Staten · Vietnam · Wit-Rusland · Zambia · Zimbabwe · Zuid-Afrika · Zuid-Korea · Zweden · Zwitserland
Uitgesloten van deelname: Brunei